# Gran Riuada de València
La gran riuada de València —o col·loquialment, la gran riuà—, va ser l'última inundació de la ciutat de València provocada pel Túria. Va ocórrer el 14 d'octubre de 1957 quan el riu es va desbordar a conseqüència de les fortes pluges.
Van ser dues crescudes, la primera de matinada i la segona, més violenta encara, a les dues del migdia. La primera onada de crescuda va ser estimada en 2.700 m³/s i una velocitat de 3,25 m/s (va superar els 2.300 m³/s del 28 de setembre de 1949). La segona onada es va calcular en 3.700 m³/s de cabal màxim instantani i una velocitat de 4,16 m/s
La causa d'aquesta gran riuada van ser les pluges torrencials que van caure els dies 13 i 14 d'octubre a la conca mitjana i baixa del riu Túria. En la població de Begís es van arreplegar 361 mm i en quasi tota la superfície de l'Horta de València, el Camp de Túria i els Serrans es van superar els 100 mm.
La riuada arribà a altures de més de tres metres en punts del centre de València i molts edificis (fins i tot alguns històrics) van ser afectats greument. El districte de Natzaret va quedar aïllat de la resta de la ciutat. També es va saldar amb moltes pèrdues humanes. En moltes finques antigues de la ciutat de València encara hi ha molts cartells i marques amb frases «Fins ací aplegà la riuà». Els danys a la indústria suposaren un 38% de pèrdues per al País Valencià eixe mes, i afectaren sobretot les comarques. S'hi veren implicats 825 establiments, dels quals el 80% eren de la província de València.
A conseqüència d'això es van plantejar tres solucions: desviar el riu pel nord o el sud de la ciutat o ampliar la capacitat del llit tradicional. Finalment es va optar pel Pla Sud i es va ampliar la seua capacitat a 5.000 m³/s en una gran obra que es coneix amb el nom de «nou llit del Túria». Aquesta obra va ser sufragada pels valencians a base d'imposts especials, per exemple, els segells durant uns anys eren més cars a València que a la resta de l'Estat Espanyol. El nou llit s'inaugurà el 19 de gener de 1972.
Al vell llit del Túria, es va construir el Jardí del Túria en la dècada de 1980, i als últims anys de la dècada del 1990 es va construir la Ciutat de les Arts i les Ciències, a més de nous ponts que creuen la llera.

## Galeria d'imatges

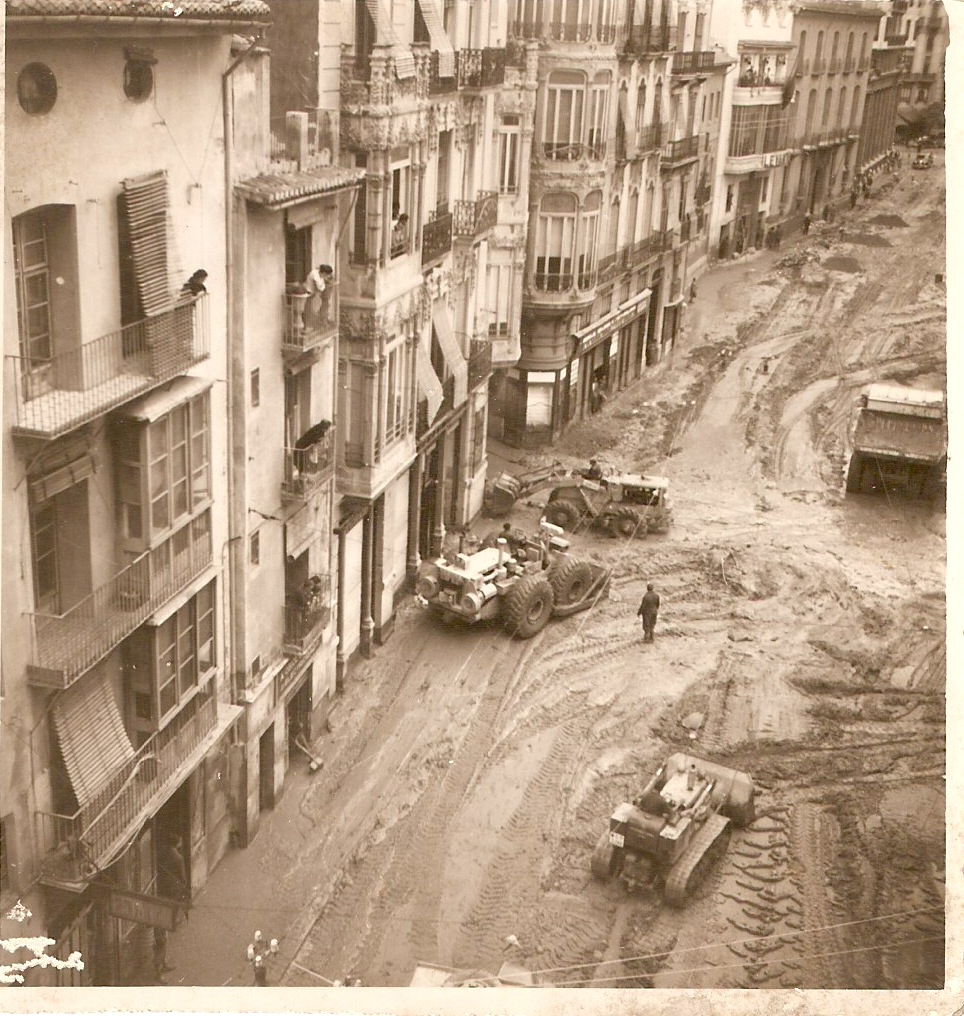
Neteja de fang al carrer Pintor Sorolla el 2 de novembre.
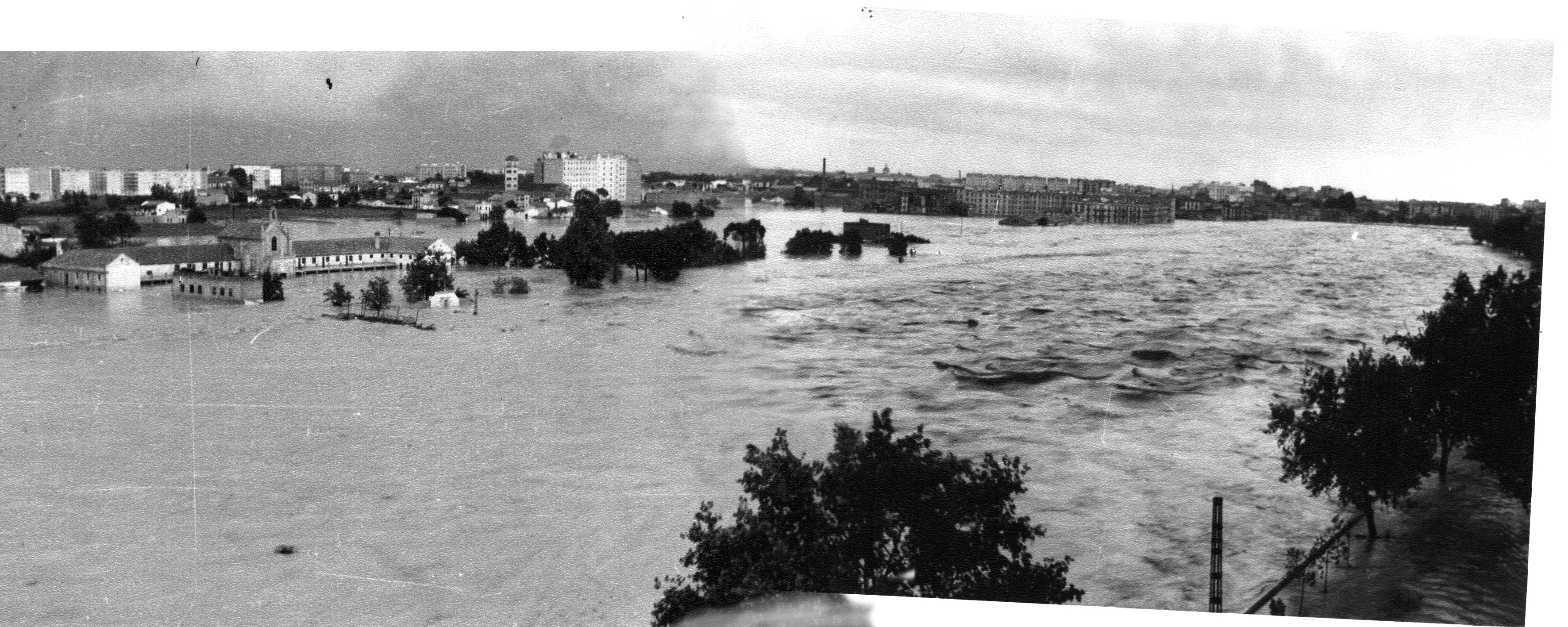
Vista del riu Túria el dia 15 d'octubre de 1957 des de la finca Ferca, cantó de Passeig de la Petxina amb Avinguda Ferran el Catòlic.
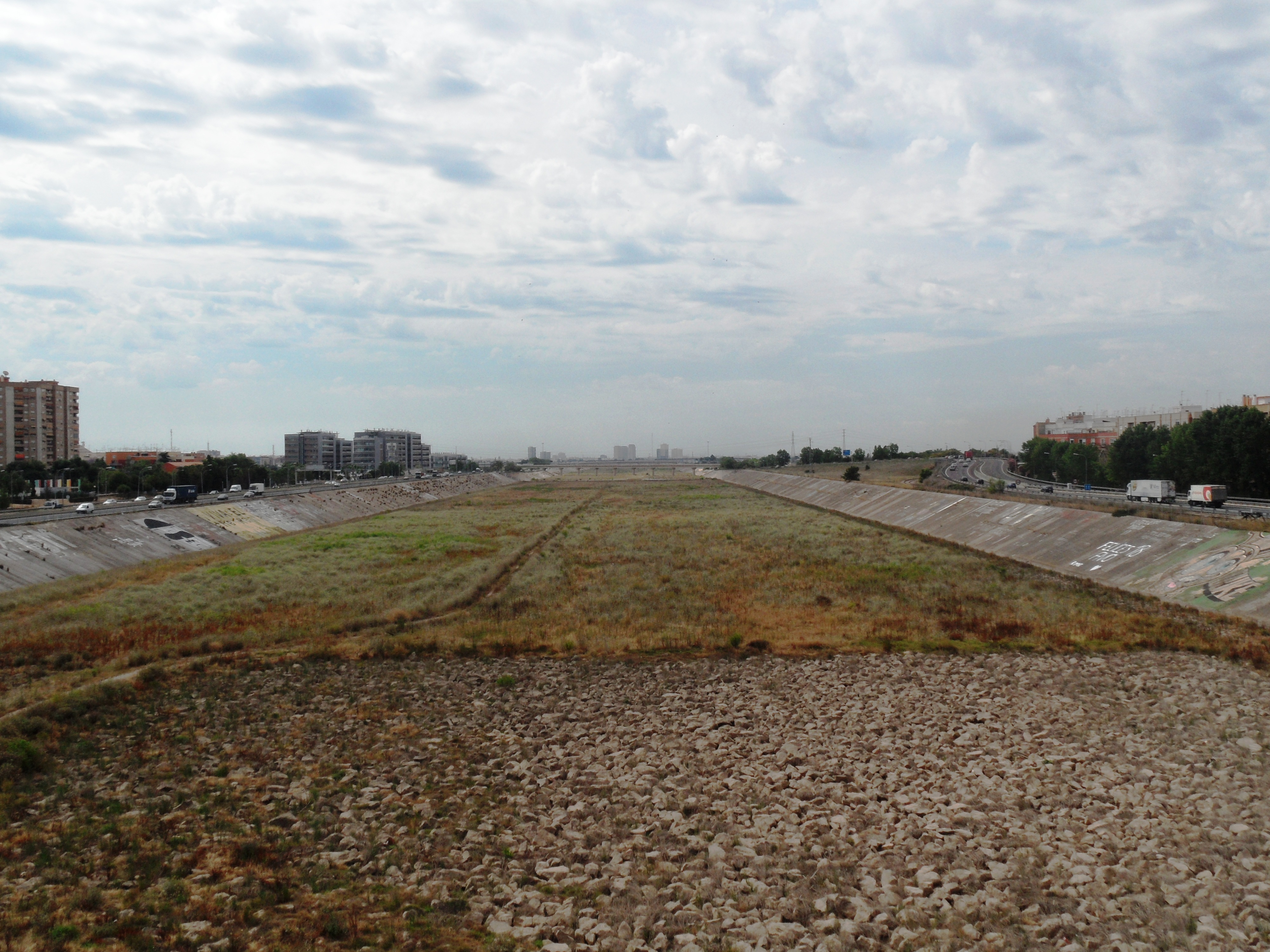
Vista del nou llit del Túria des del Pont de Xirivella.
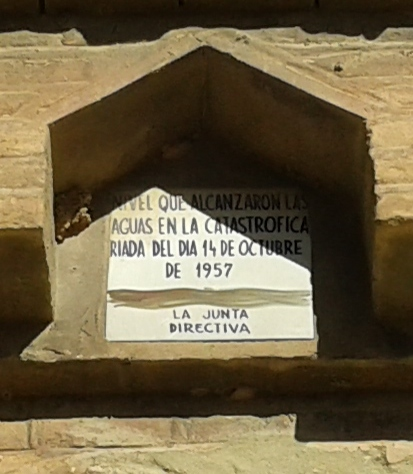
Placa mostrant el nivell que assoliren les aigües en l'Assut de l'Or